# Матея Ненадович
Матея Ненадович (на сръбски: Матеја Ненадовић) е първи министър-председател на Сърбия.

## Биография
Матея Ненадович е роден на 26 февруари 1777 година в село Бранковина, Османска империя.